# 손권배
손권배(孫權培, 1916년 10월 6일 완주 ~ 1990년 2월 19일)는 제3대 민의원의원을 지낸 대한민국의 정치인이다. 태백신문 주간과 삼남일보 사장을 지낸 언론인이기도 하다.

## 약력
- 일본 후쿠오카현 구유미명선중학교 졸업
- 독립촉성국민회 전북지부 선전부장
- 독립투위 전북지부 단장
- 대한청년단 전라북도 단장
- 독립촉성국민회 전북지부 위원장
- 태백신문 주간
- 삼남일보 사장
- 자유당 전북도당 부위원장

## 역대 선거 결과
|  | 21.01% |

|  | 23.43% |

## 참고 자료
- 손권배 - 대한민국헌정회